# ROXs 12
ROXs 12 är en dubbelstjärna i den norra delen av stjärnbilden Skorpionen. Den har en skenbar magnitud av ca 14,29 och kräver ett kraftfullt teleskop för att kunna observeras. Baserat på parallax enligt Gaia Data Release 3 på ca 7,22 mas, beräknas den befinna sig på ett avstånd på ca 452 ljusår (ca 139 parsek) solen. Den rör sig närmare solen med en heliocentrisk radialhastighet på ca -8 km/s. Stjärnan ingår i stjärnmolnet kring Rho Ophiuchi.

## Egenskaper
Primärstjärnan ROXs 12 är en röd till orange stjärna i stadiet före huvudserien av spektralklass M0e. Den har en massa som är ca 0,65 solmassa, en radie på ca 1,14 solradie och utsänder från dess fotosfär energi motsvarande ca 0,174 gånger solen vid en effektiv temperatur av ca 3 900 K.
En mångfaldsundersökning upptäckte 2017 en följeslagare till ROXs 12, kallad 2MASS J16262774–2527247, med en beräknad separation på 5 100 AE. Den har en massa som är ca 0,54 solmassa, en radie på ca 1,17 solradie och utsänder från dess fotosfär energi motsvarande ca 0,24 gånger solen vid en effektiv temperatur av ca 3 700 K.

## Planetsystem
År 2005 upptäcktes genom direkt avbildning en planet i en vid omloppsbana kring ROXs 12. Den bekräftades 2013 och fick namnet ROXs 12 b. Planetens uppmätta temperatur är 3 100 +400−500 K.
Primärstjärnan är omgiven av en protoplanetarisk skiva, även om den inte är särskilt massiv och är mindre än 4 jupitermassor. Följeslagaren har också en protoplanetarisk skiva, som är mycket mer massiv, med 10-1,07+0,49−0,87 solmassor med en utsträckning från  4,1 till 25,8 AE från stjärnan. Skivan lutar mot stjärnans ekvatorialplan.
| Planet | Massa     | Halv storaxel (AE) | Siderisk omloppstid (d) | Excentricitet | Inklination | Radie |
| ------ | --------- | ------------------ | ----------------------- | ------------- | ----------- | ----- |
| b      | 16 ± 4 MJ | 210 ± 20           | -                       | ca 0          | -           | -     |